# 南勢里 (苗栗市)
南勢里（四縣腔客拼：namˇ sii liˊ）為臺灣苗栗縣苗栗市下轄的一個里，境內居民主要方言為客家話，大部份信仰佛教，並有多座土地公廟林立。

## 人口
南勢里里民人數統計至2014年（民國103年）1月為止有2414人，男生人數為：1272人，女生人數為：1142人。，男性人數多於女性。
南勢里原住民人數統計至103年1月總計30人（平地原住民：11人，山地原住民：19人）。至民國109年(2020年)2月為止有2200人，男生人數為：1171人，女生人數為：1029人。

## 宗教信仰
居民信仰的範籌包括：祖先祭拜、神靈崇拜、歲時祭儀、占卜風水、生命禮俗等，主要以佛教為主，社區內土地公廟林立，是居民每日早晚及農曆初一、十五祭拜的精神寄託。

## 交通
以台13線自北向南貫穿整個社區，為社區交通運輸主軸，向北通往苗栗市，向南通往銅鑼鄉，向西通往西湖鄉。
南勢里內有南勢車站，無售票亭，只能使用悠遊卡出入站。車站有天橋，對附近里民提供許多方便性。

## 產業
主要產業以農業為主（茶業、稻米）。未來發展願景為偏重生態，以發展生態村、有機村、生態旅遊為重點。南勢里為客家文化發展的重點區域。

## 學校、機關
- 國立聯合大學：有二個校區(第一校區為：二坪山校區，第二校區為：八甲校區），兩個校區面積合計77公頃，為苗栗最高學府，師生教職員約八千人。[7]
- 新英國小：提供生物多樣性環境教育的最佳場域。學校教職員及附設兩班幼稚園師生約150人。
- 苗栗看守所：創立於民國86年，法務部於80年間覓得本所現址土地辦理議價徵收，總面積約2.983公頃。民國100年1月1日起，本所依據「法務部矯正署組織法」改隸於法務部矯正署，機關名稱更改為「法務部矯正署苗栗看守所」，並與「法務部矯正署苗栗少年觀護所」合署辦公。[8]

## 寺院
南勢里內預計要蓋一座寺院名稱為覺行寺，目前尚未完工。

覺行寺成立緣起與展望 （页面存档备份，存于）
預計完成之寺景 （页面存档备份，存于）